# Jeremy Saulnier

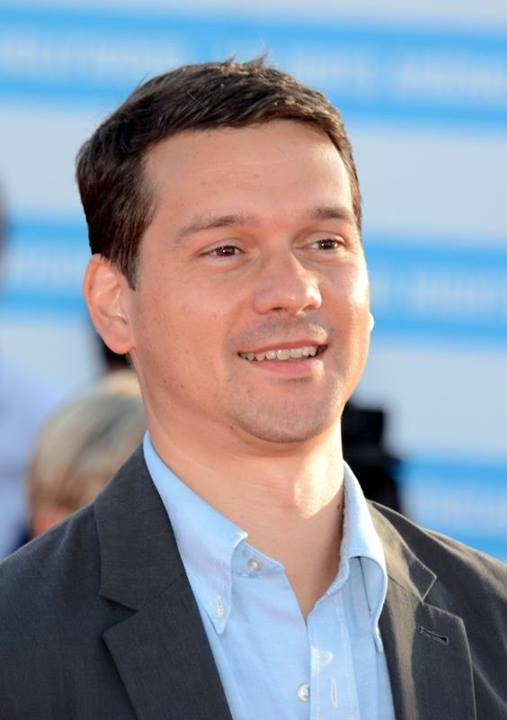
Jeremy Saulnier 2013 beim Festival des amerikanischen Films

Jeremy Saulnier (* 10. Juni 1976 in Alexandria, Virginia) ist ein US-amerikanischer Regisseur, Kameramann und Drehbuchautor.

## Leben
Jeremy Saulnier wurde in der Stadt Alexandria in Virginia geboren, wo seine Mutter als Forscherin und sein Vater für die United States Air Force arbeitete. Saulnier drehte von Kindheit an Filme. Im Alter von 11 Jahren schenkte ihm seine Mutter eine tragbare Videokamera, die nach eigenen Aussagen, sein Leben veränderte. Gemeinsam mit dem damals 12-jährigen Macon Blair, dem älteren Bruder von Brooks Blair, den Saulnier aus dem Turnunterricht kannte, drehte er 1988 als 11-Jähriger einen Film mit dem Titel Megacop, in dem sie Perücken trugen, mit Spielzeugpistolen hantierten und unter ihrer Kleidung Farbbeutel zum Explodieren brachten, um so das Blut zu imitieren. An der Highschool drehten sie später gemeinsam eine Fortsetzung mit dem Titel Megacop 2000.
Später studierte Saulnier Film an der Tisch School of the Arts in New York. Dort sah einer seiner Dozenten einen Kurzfilm, den Saulnier gedreht hatte, und empfahl ihm, Kameramann zu werden. Saulnier schloss sein Studium 1998 mit Auszeichnung (Undergraduate Cinematography Award) ab, besuchte im Anschluss die Kameramann-Meisterklasse des ASC-Mitglieds John Toll. Hiernach versuchte Saulnier auf zwei verschiedenen Wegen in die Filmbranche zu kommen.

## Karriere
Nach seinem Abschluss an der Filmhochschule und seiner Ausbildung zum Kameramann musste Saulnier wiederum neu beginnen und wurde für ein paar Jahre Produktionsassistent. Hiernach arbeitete er als Kameramann und drehte Videos und Werbespots für Unternehmen.
In dieser Zeit gründete Saulnier auch die Produktionsfirma Lab of Madness, mit der er 2004 den später mehrfach ausgezeichneten Kurzfilm Crabwalk drehte, bei dem er als Regisseur und Kameramann fungierte, und der auch für das Kurzfilmfestival in Clermont-Ferrand 2005 ausgewählt wurde. 2007 entstand Saulniers erster Langfilm mit dem Titel Murder Party, den er selbst finanzierte und bei dem er Regie führte und das Drehbuch schrieb. Saulnier arbeitete in dieser Zeit parallel als Chefkameramann für zahlreiche andere Filme, darunter für Hamilton (2006) und I Used to Be Darker (2013) von Matthew Porterfield und für die Independent-Filme Putty Hill (2010) und Septien (2011).
2013 folgte der Film Blue Ruin, der vielfach von Kritikern gelobt wurde und bei Rotten Tomatoes 96 Prozent der Kritiker überzeugen konnte. Der Film wurde in Cannes mit dem Director's Fortnight Prize (FIPRESCI) ausgezeichnet und 2015 im Rahmen des Independent Spirit Awards für den John Cassavetes Award nominiert. Die Hauptrolle im Film hatte sein langjähriger Freund Macon Blair übernommen.
2015 beendete Saulnier die Arbeiten an dem Film, Green Room, für den er Schauspieler wie Patrick Stewart, Anton Yelchin und Imogen Poots verpflichten konnte.
Im September 2015 wurde bekannt, dass Saulnier die Regie für eine filmische Adaption von William Giraldis Roman Wolfsnächte (im Original Hold the Dark) übernommen hat und für diesen Film wieder mit dem Filmvertrieb A24 zusammenarbeiten wird, der bereits seinen Film Green Room vertreibt. Der Film wurde am 28. September 2018 auf Netflix veröffentlicht.
Saulniers Filme sind im Kern Dramen. Sie zeichnen feinfühlige Porträts einzelner Schicksale und leben von der Intensität, mit der die Zuschauer am Innenleben der Figuren teilhaben. Im Mittelpunkt seiner Filme stehen stets einsame Menschen, die von der Gesellschaft isoliert sind.

## Filmografie (Auswahl)
- 2006: ’Tis Autumn: The Search for Jackie Paris (Kamera)
- 2007: Murder Party
- 2014: Blue Ruin
- 2016: Green Room
- 2018: Wolfsnächte (Hold the Dark)
- 2024: Rebel Ridge

## Auszeichnungen
Slamdance Film Festival
- 2004: Auszeichnung mit dem Grand Jury Prize als Beste Erzählung in einem Kurzfilm (Crabwalk)
- 2007:	Auszeichnung mit dem Publikumspreis als Best Narrative Feature (Murder Party)

Gijón International Film Festival 2013
- Auszeichnung als Bester Regisseur (Blue Ruin)

Marrakech International Film Festival 2013
- Auszeichnung mit dem Spezialpreis der Jury (Blue Ruin)

Tallinn Black Nights Film Festival 2013
- Nominierung in der Kategorie Bester nordamerikanischer Independent-Film (Blue Ruin)

Festival du nouveau cinéma 2015
- Auszeichnung mit dem Publikumspreis als Bester Film (Green Room)

Montréal Festival of New Cinema 2015
- Auszeichnung mit dem Temps Ø People's Choice Award (Green Room)

Neuchâtel International Fantastic Film Festival 2015
- Auszeichnung mit dem Publikumspreis (Jeremy Saulnier)
- Auszeichnung mit dem Denis-de-Rougemont Youth Award (Green Room)
- Auszeichnung als Bester Spielfilm mit dem Narcisse Award (Green Room)

Writers Guild of America Award
- 2025: Nominierung in der Kategorie „TV & Streaming Motion Pictures“ (Rebel Ridge)[12]